# جيف بودين
جيف بودين (بالإنجليزية: Geoff Bodine)‏ هو مالك فريق ناسكار ‏ أمريكي، ولد في 18 أبريل 1949 في إلميرا في الولايات المتحدة.

## وصلات خارجية
- جيف بودين على موقع Racing-Reference.info (الإنجليزية)
- جيف بودين على موقع DriverDB.com (الإنجليزية)
- جيف بودين على موقع إن إن دي بي (الإنجليزية)